# Ommatissus alpina
Ommatissus alpina är en insektsart som beskrevs av Rauno E. Linnavuori 1973. Ommatissus alpina ingår i släktet Ommatissus och familjen Tropiduchidae. Inga underarter finns listade i Catalogue of Life.